# Корчев (Мазовецьке воєводство)
Корчев (пол. Korczew) — село в Польщі, у гміні Корчев Седлецького повіту Мазовецького воєводства.
Населення — 694 особи (2011).
У 1975-1998 роках село належало до Седлецького воєводства.

## Демографія
Демографічна структура станом на 31 березня 2011 року:
|          | Загалом | Допрацездатний вік | Працездатний вік | Постпрацездатний вік |
| -------- | ------- | ------------------ | ---------------- | -------------------- |
| Чоловіки | 329     | 60                 | 216              | 53                   |
| Жінки    | 365     | 71                 | 184              | 110                  |
| Разом    | 694     | 131                | 400              | 163                  |